# Dennis Hull
Dennis William Hull (Pointe Anne, 19 novembre 1944) è un ex hockeista su ghiaccio canadese noto soprattutto per la sua militanza in NHL con i Chicago Black Hawks. È il fratello minore di Bobby Hull.

## Carriera

### Club
Hull crebbe nelle squadre giovanili di St. Catharines, i Tepees e i Black Hawks, quest'ultima affiliata alla franchigia NHL di Chicago. Tuttavia rimase sempre nell'ombra rispetto al fratello maggiore Bobby, giocando insieme a lui nei Chicago Black Hawks per otto stagioni. Dennis dopo una stagione trascorsa nelle minor a St. Louis ritornò in NHL e conquistò oltre al posto di titolare una propria fama, arrivando a segnare oltre 300 reti e meritandosi il soprannome "the Silver Jet" (mentre Bobby era noto come "the Golden Jet").
Fu nominato nel 1973 come membro del Second Team All-Star e giocò cinque edizioni dell'NHL All-Star Game. Trascorse i suoi anni migliori nella cosiddetta "linea MPH" (acronimo di "miglia orarie" creato con le iniziali dei giocatori) insieme al centro Pit Martin e all'ala destra Jim Pappin. La linea fu considerata una delle migliori della NHL della prima metà degli anni settanta. Dal punto di vista realizzativo la sua stagione migliore fu quella 1972-73, nella quale totalizzò 39 reti e 51 assist per un totale di 90 punti. Insieme a Chicago quell'anno giunse in finale di Stanley Cup, concludendo i playoff come secondo miglior marcatore con 9 reti e 15 assist.
In totale giocò quattordici stagioni nella National Hockey League, tredici delle quali con i Chicago Black Hawks (dal 1964 al 1977), mentre l'ultima stagione con i Detroit Red Wings (1977-78).

### Nazionale
Quando Bobby fu escluso dalla rosa per la Summit Series poiché egli militava nella WHA, Dennis inizialmente decise di boicottare il torneo difendendo così il fratello, tuttavia fu lo stesso Bobby a convincerlo a prendere parte alla spedizione del Team Canada. Nel corso della serie Hull sostituì Vic Hadfield come ala sinistra nella linea d'attacco "Goal A Game" insieme ai giocatori dei New York Rangers Jean Ratelle e Rod Gilbert, segnando due reti e due assist in quattro gare.

## Palmarès

### Nazionale
- Summit Series: 1

1972

### Individuale
- NHL Second All-Star Team: 1

1972-1973
- NHL All-Star Game: 5

1969, 1971, 1972, 1973, 1974
- OHA-Jr. First All-Star Team: 1

1963-1964